# Campionato sudamericano femminile di pallacanestro 2008
Il 31º Campionato dell'America Meridionale Femminile di Pallacanestro (noto anche come FIBA South American Championship for Women 2008) si è svolto dal 24 al 29 maggio 2008 a Loja, in Ecuador. Il torneo è stato vinto dalla nazionale brasiliana.

## Squadre partecipanti
- Argentina
- Brasile
- Cile
- Colombia
- Ecuador
- Venezuela

## Classifica finale
| Pos | Squadra   | |
| --- | --------- | --- |
|     | Brasile   | Brasile4 Natália, 5 Karla, 6 Karen, 7 Micaela, 8 Jaqueline, 9 Claudinha, 10 Mamá, 11 Êga, 12 Chuça, 13 Karina, 14 Franciele, 15 Tati Castro, All. Paulo Bassul             |
|     | Argentina | Argentina4 Cava, 5 Soberón, 6 Thomas, 7 Cejas, 8 Pavón, 9 G. Landra, 10 Gatti, 11 Paoletta, 12 A. Fernández, 13 C. Landra, 14 Sánchez, 15 F. Fernández, All. Eduardo Pinto |
|     | Cile      | Cile4 Mondaca, 5 de la Quintana, 6 Novión, 7 Rahmer, 8 Galaz, 9 Pardo, 10 Aragonese, 11 Naranjo, 12 Morrison, 13 Gómez, 14 Troncoso, 15 Paz, All. Cristian Santander       |
| 4   | Venezuela | Venezuela4 Requena, 5 Silva, 6 Corrales, 7 Cabrices, 8 Márquez, 9 Guerra, 10 Barragán, 11 Castillo, 12 Blanco, 13 Bolívar, 14 Villarroel, 15 Hernández, All. Enrique Gil   |
| 5   | Colombia  | Colombia4 Mendoza, 5 Osorio, 6 García, 7 Mosquera, 8 Quinchía, 9 Mesa, 10 Atehortúa, 11 Palacio, 12 Estrada, 14 Olarte, 15 Díaz, All. Evelio Cano                          |
| 6   | Ecuador   | Ecuador4 Patiño, 5 Gómez, 6 Sandoval, 7 Galefski, 8 Cáceres, 9 Tobar, 10 G. Egas, 11 C. Egas, 12 Jara, 13 Espinoza, 14 Noblecilla, 15 Muñoz, All. Lázaro Hernández         |